# Anlaby with Anlaby Common
 (septembre 2023).
Anlaby with Anlaby Common est une paroisse civile du Yorkshire de l'Est, en Angleterre.